# جمال زروق
جمال زروق (انگلیسی: Jamal Zarugh) بازیکن والیبال اهل لیبی بود. وی در بازی‌های المپیک تابستانی ۱۹۸۰ حضور داشته است.